# Drawn to Life
 (décembre 2018).
Si vous disposez d'ouvrages ou d'articles de référence ou si vous connaissez des sites web de qualité traitant du thème abordé ici, merci de compléter l'article en donnant les références utiles à sa vérifiabilité et en les liant à la section « Notes et références ».
Drawn to Life (Drawn to Life : Dessine ton Héros ! en version française) est un jeu vidéo mi-plate-forme, mi-aventure sur Nintendo DS, où le joueur dessine son personnage et certains éléments du décor. Le jeu est sorti en 2007 édité par THQ.

## Histoire
Le monde des Raposas sombre dans le chaos : des nuages noirs entourent le village et le Créateur (le joueur) est le seul espoir de sauver les Raposas. Mari, la fille du chef des Raposas demande au Créateur de dessiner un héros qui pourrait aider les Raposas à vaincre la source des problèmes du village. Les portes des mondes se succèdent, apportant chacune leur boss, avec chacune diverses possibilités de dessiner les objets utiles pour la suite du jeu.
Au début du jeu, le joueur dessine le début du livre de la vie et une narration se met en place, elle raconte la création du monde. Les dessins ne sont visibles qu'à ce moment du jeu. On apprend que le livre de la vie a été abîmé.
Le joueur appelé le Créateur entend alors l'appel à l'aide de Mari qui lui demande de sauver son village envahi par les ténèbres. Le joueur dispose alors de deux options : refuser sa demande, Mari répond alors "Dans ce cas tout est fini..." et l'écran titre s'affiche. Si le joueur accepte, le jeu se met en marche. Les derniers villageois, la famille d'Isaac, sont partis.

## Personnages
Le jeu comporte plusieurs personnages importants.
Le maire du village est le père de Mari. Il tente en vain au début du jeu de la convaincre de lui succéder mais Mari est réticente à ce projet et trouve qu'il y a trop de responsabilités dans ce métier. Il détient le livre de la vie qui renferme les pages du livre de la vie, pages trouvables dans chaque niveau du jeu. C'est le premier Raposa qu'il faut sauver, dans le monde des neiges. Il sera tué par Wilfre vers la fin du jeu en tentant de l'empêcher de voler le livre de la vie.
Mari est la fille du maire. Elle est d'abord réticente à lui succéder puis tente d'assumer ses responsabilités au fur et à mesure du jeu. Elle est amoureuse de Jowee, son meilleur ami. Vers la fin du jeu, elle a beaucoup de mal à trouver un arrangement entre Isaac et le chef Pasta. Elle remplace son père décédé à la fin du jeu.
Jowee est un Raposa vivant dans le village. Il est le meilleur ami de Mari et en est secrètement amoureux. Il va mettre sa vie en danger en allant dans le monde de la forêt pour offrir une fleur à mari qui sera volée par Zsacha. À la fin du jeu, il tente de partir à l'aventure avec le capitaine des pirates mais se ravise et reste avec Mari au village Raposa.
Isaac est un des premiers Raposas à être sauvé. Il dirige la boutique. Il est à l'origine, avec le chef Pasta, d'un conflit qui les oppose. 
Le Chef Pasta est le patron du restaurant du village. Il demandera au joueur de dessiner sa pancarte. Il sera en conflit avec Isaac vers la fin du jeu puis à la suite de la mort du maire, trouvera un arrangement.
Tubba et Bubba sont les enfants du chef Pasta. Bubba est sauvé du monde de la plage et Tubba du monde de la neige.
L'astronome du village (Galileo) est un grand ami du maire. Il demande au joueur de dessiner son télescope. Il est sauvé du monde de la forêt.
Zsacha et Cricket sont pour le premier un voleur et pour le second, un policier. Ils sont ennemis depuis longtemps. À la fin du jeu, Zsacha est attrapé mais se rend et attend d'être libre au village. Ils sont sauvés du monde de la forêt.

## Boss
Cinq boss sont présents dans le jeu.
Gelvent est le boss du monde de la neige. Il s'agit d'un serpent de glace qui tire des stalactites pointues sur le joueur. Au début du niveau, le joueur doit se contenter d'éviter les tirs et les attaques de Gelvent en le repoussant avec son pistolet à neige. Dans la dernière salle, Gelvent doit être étourdi avec un tir lorsqu'il sort sa tête du vide pour ensuite lui asséner une charge au sol sur la tête. Le Raposa sauvé est Heather.
Boismort est un gigantesque chêne, boss du monde des forêts. Le niveau est divisé en deux parties où des ombres et des chauves-souris sont générées aléatoirement et où le joueur doit tirer sur les glands des branches de Boismort pour l'affaiblir en visant dans différentes directions. La deuxième partie se déroule à l'intérieur de Boismort contre un second boss ressemblant à un caméléon entouré de tentacules d'ombres qui se régénèrent une fois éliminé. Boismort n'est pas l'ennemi du village, il était juste possédé comme l'indique le dialogue à la fin du Boss. Le Raposa sauvé est un moine, Samuel.
Le Roi Pêcheur est un poisson gigantesque semblable à un poisson lanterne qui est le boss du monde de la plage. Il est possédé comme Boismort par des ombres. Il poursuit le joueur pendant un moment comme Gelvent, et il doit le repousser avec ses tirs. Dans la salle finale, le joueur doit tirer sur le Roi Pêcheur et éliminer les poissons d'ombre qu'il produit. Le Raposa sauvé est le comte Choco.
Le scorpion est l'avant dernier boss du jeu. Il attaque le jouer avec son dard. Les attaques à l'épée ne font que le repousser. Son attaque est divisée en plusieurs parties, dans la première, il se contente de charger le joueur en l'attaquant avec ses pinces et son dard. Après cela, il souffle une fumée nocive qui fait apparaître, une fois sur deux, deux nuages qui permettent d'accéder à Wilfre. Il faut alors l'attaquer en faisant un retourné (action spéciale), un coup normal ne fait pas progresser le boss, au mieux donne un cœur de vie et au pire Wilfre évite le coup sans rien donner. une fois Wilfre touché, il suffit d'effectuer un charge au sol sur la tête du scorpion. Cette manœuvre doit être effectuée trois fois. Une fois le scorpion tué, Wilfre vous combat.
Wilfre est le dernier boss du jeu. Son attaque est divisée en trois parties, dans la première, il est invulnérable et fait pleuvoir des étoiles qui vous font mal ; dans la deuxième partie, il se déplace des deux côtés de l'écran et c'est à ce moment-là qu'il est vulnérable aux coups d'épée. Dans la troisième partie, il redevient invulnérable et le joueur doit se contenter d'éviter les tridents lancés par Wilfre. Les différentes phases sont choisies aléatoirement. Une fois Wilfre tué, le joueur revient au village.

## Ombres
Il existe différents sbires de Wilfre :
La chauve souris se contente de voler et de heurter le joueur. Elle peut voler dans tous les sens et se déplace assez lentement. Elle apparaît parfois au plafond et s'active lorsque le joueur s'approche. Elle possède une vie.
L'ombre, d'apparence humanoïde, elle se déplace aléatoirement et attaque à courte portée. Elle a trois vies.
Le spectre a le même comportement que la chauve-souris mais se déplace plus vite et devient agressif à plus courte portée. Il a cinq vies.
Le cracheur d'ombre est un ennemi semblable à un volcan qui peut cracher des boules d'ombre à différentes distances sur le joueur. Il a deux vies.
Le poisson d'ombre est un ennemi sous-marin qui devient agressif à la vue du joueur sauf si celui-ci est caché par des algues elles-mêmes dessinées par le joueur. Ils ont une vie.
Le Grand Baki monté est un baki géant apparaissant dans la Rapocité et les monts venteux. Il est monté par deux ombres et possède trois vies. 
Le phénix possédé est un ennemi volant monté par une ombre qui tire des ultrasons à courte distance qui provoque des dégâts et le recul du joueur.